# مسعود نصرتی
مسعود نصرتی (زادهٔ ۵ تیر ۱۳۴۷ در قزوین) مدیر اجرایی ایرانی است که از ۲۸ مهر ۱۴۰۳ به عنوان معاون عمران و توسعه امور شهری و روستایی وزیر کشور و رئیس سازمان شهرداری‌ها و دهیاری‌های کشور فعالیت می‌کند.

## تقدیر از سوی سازمان‌ملل‌متحد
وی دارای دو عنوان بین‌المللی از سوی برنامه اسکان بشر سازمان‌ ملل‌ متحد همچون رئیس مجمع جهانی شهرهای جاده‌ابریشم  و رئیس مجمع جهانی شهرهای اسلامی (WAIC) می‌باشد.
نصرتی دو جایزه بین‌المللی BLP بهترین نشان عملکرد جهانی از سوی برنامه اسکان بشر ملل‌متحد (UN_HABITAT) بابت اجرای پروژه احیای قنات‌های شمال شهر و احداث بوستان بانوان قزوین دریافت کرده است.

## انتخاب به‌عنوان چهره سال قزوین
با پایان زمان نظرسنجی مرحله دوم سایت قزوین امروز برای انتخاب چهره قزوین در سال ۱۳۹۱ نتایج آن مشخص و مسعود نصرتی، شهردار قزوین به عنوان چهره سیاسی و اجتماعی سال ۹۱ استان قزوین انتخاب شد.

## انتخاب به‌عنوان شهردار رشت
مسعود نصرتی در ۱۳ شهریور ۱۳۹۶ از سوی شورای اسلامی رشت، با ۱۱ رأی اعضاء، به عنوان شصت و پنجمین شهردار این شهر انتخاب و معرفی شد.

## سوابق کاری
از مهمترین سوابق کاری مسعود نصرتی می توان به:
- شهردار منطقه ۲۲ از ۳۰ مرداد ۱۴۰۲ تا مهر ۱۴۰۳.[۵][۶]
- معاون توسعه‌ منابع و پشتیبانی سازمان شهرداری‌ها و دهیاری‌های از مرداد ۱۳۹۷[۷]
- معاون توسعه‌ منابع و پشتیبانی سازمان شهرداری‌ها و دهیاری‌های کشور
- شهردار رشت
- شهردار قزوین
- مسئول شهرسازی مناطق ۱ و ۲ و ۳ شهرداری قزوین
- معاونت شهرداری منطقه ۳ قزوین
- شهردار منطقه ۲ قزوین
- شهردار منطقه ۳ قزوین
- مدیرعامل سازمان نوسازی و بهسازی شهر قزوین
- مدیر شهرسازی شهرداری قزوین
- معاون شهرسازی و معماری شهردار قزوین
- رئیس شورای مرکزی دانشگاه علمی کاربردی شهرداری قزوین
- مؤسس و رئیس مجمع جهانی شهرهای جاده ابریشم
- عضو هیئت‌امناء و رئیس مجمع جهانی شهرهای اسلامی (برنامه اسکان بشر سازمان‌ملل‌متحد)
- رئیس هیئت‌امناء فرودگاه ویژه قزوین
- نایب‌رئیس بنیاد تعاون استان قزوین
- عضو هیئت‌مدیره سازمان همیاری‌ شهرداری‌های استان قزوین
- نایب رئیس شرکت عمران و مسکن سازان قزوین
- عضو خانه ریاضیات استان قزوین
- عضو فعال مجمع شهرداران صلح جهانی در ژاپن
- رئیس شورای سازمان فرهنگی، اجتماعی و ورزشی شهرداری قزوین
- رئیس هیئت کشتی استان قزوین
- عضو هیئت فوتبال استان قزوین
- چهره برتر اجتماعی استان قزوین منتخب سال ۱۳۹۱
- معاون عمرانی امامزاده حسین (ع) (چهارمین حرم اهل بیت در ایران)
- نایب‌رئیس هیئت‌امنا و و نایب‌رئیس هیئت‌مدیره مؤسسه فرهنگی منتظران مهدی (عج)
- عضو هیئت امنا مؤسسه فرهنگی خادم الزائرین شهدای قزوین
- رئیس شورای سیاستگذاری تحقیق و توسعه شهرداری قزوین
- مدرس و مشاور دانشگاه در رشته شهرسازی
- عضویت در کمیته و دبیر مجمع شهری در تدوین سند توسعه شهری CDS
- صاحب‌امتیاز نشریه پیام شهر قزوین
- عضو سازمان نظام مهندسی ساختمان استان قزوین[۸]